# شهرستان شین
شهرستان شین (به لاتین: Xin County) یک شهرستان‌های جمهوری خلق چین در چین است که در شین‌یانگ واقع شده‌است.
 شهرستان شین ۱٬۵۵۱ کیلومتر مربع مساحت دارد.